# Бэйли-Коул, Кемар
Кемар Бэйли-Коул (англ. Kemar Bailey-Cole; род. 10 января 1992 года, Сент-Кэтрин, Ямайка) — ямайский спринтер. Олимпийский чемпион 2012 и 2016 годов в эстафете 4×100 м, чемпион мира 2013 года в этой же беговой дисциплине.

## Биография
В 2012 году преодолел 10-секундный рубеж в беге на 100 метров, тем самым пройдя отбор в Олимпийскую сборную Ямайки на Олимпийские игры в Лондоне. На играх был заявлен в эстафетную команду 4×100 метров пятым запасным атлетом. Принял участие в полуфинальном забеге Олимпиады, однако тренерским решением на финальный забег не был заявлен. Несмотря на неучастие в финале, который команда Ямайки выиграла, получил золотую награду игр.
7 сентября 2012 года улучшил свой результат — 9,97 сек. В 2013 году показал время 9,96 сек. На чемпионате Ямайки 2013 года финишировал на 100 метрах с результатом 9,98 сек., уступив лишь Усэйну Болту, тем самым отбиравшись на чемпионат мира 2013 года в Москве. В полуфинальном забеге чемпионата мира на 100 метрах улучшил личный рекорд — 9,93, однако в финале занял лишь 4-е место. В составе эстафетной сборной в забеге 4×100 метров участвовал как в полуфинальном, так и финальном забеге, выиграв золотые медали.